# Amazing Journey: The Story of The Who
Amazing Journey: The Story of The Who es un documental de 2007 realizado por Murray Lerner y Paul Crowder acerca de la banda inglesa de rock The Who. La película cuenta con nuevas entrevistas con los miembros de la banda, Roger Daltrey, John Entwistle, Kenney Jones y Pete Townshend, así como también con diversas figuras del ambiente musical, como Sting, The Edge, Noel Gallagher, Eddie Vedder, Steve Jones entre otros. También se muestra material inédito de la banda, como raras imágenes de los inicios del grupo y archivo de actuaciones en vivo que datan de 1964. Una banda sonora acompaña también a la película, que sirve como compilación de grandes éxitos de la banda.
El set de dos DVD incluye material de archivo no visto en documentales anteriores, incluyendo una presentación de 1964 en el Railway Hotel cuando la banda era The High Numbers, en 1970 en la Universidad de Leeds e imágenes exclusivas de un show en Copenhague que muestran a Daltrey dejando el escenario debido al rendimiento de los demás miembros de la banda por el uso caótico de anfetaminas, que originó una pelea entre él y Keith Moon, que originó la expulsión temporal de Roger de la banda.
La película fue nominada en 2009 para un Premio Grammy. Un exclusivo conjunto de tres discos de la película estuvo disponible en Best Buy, siendo el tercero, el show que realizó la banda el 8 de diciembre de 1979 en el Anfiteatro Internacional de Chicago.

## Disco 1

### Capítulos
La película se divide en cuatro partes en dos discos de DVD. El nombre de los capítulos poseen nombres que aparecen en letras de canciones de The Who, mientras que "Overture", "When I Was a Boy", "Young Man Blues", "So Sad About Us" y "Music Must Change", son nombres de canciones de la banda.
- PARTE 1

1. Overture
2. When I Was a Boy
3. He's Your Leader, He's Your Guide
4. Young Man Blues
5. Who the Fuck Are You?
6. Dressed Right For a Beach Fight
7. In Your Hand You Hold Your Only Friend
8. I'm the Guy In the Sky
9. So Sad About Us

La primera parte, detalla los orígenes de The Who, entre ellos: sus pensamientos acerca de la II Guerra Mundial y como influyó en sus vidas y en Inglaterra en general, cómo y por qué The Who se convirtió en una banda mod y algunos detalles del mismo estilo de vida, cómo los cuatro miembros de la banda se reunieron, sobre Kit Lambert y la influencia de Chris Stamp en la banda, y su primer sencillo (I Can't Explain) y álbum (The Who Sings My Generation).
- PARTE 2

1. They Tried and Tried and Tried
2. Substitute Me For Him
3. I Can See For Miles and Miles
4. Teenage Wasteland
5. The Music Must Change
6. What Is Happening In His Head?

La segunda parte se centra en la lucha de la banda para tener éxito, del Monterey Pop Festival, sus experiencias con las drogas psicodélicas, cómo influyó en la música y en la escritura de Townshend la influencia de Meher Baba en su vida personal y la grabación de Tommy.
- PARTE 3

1. No One Knows What It's Like
2. I'm Remembering Distant Memories...
3. Can You See the Real Me?
4. You Only Became What We Made You
5. I Don't Suppose You Would Remember Me?
6. Just Want to be Making Daily Records...

La tercera parte detalla la transición de The Who de los años '60 al '70: la ópera rock de Townshend "Lifehouse" que posteriormente fue abandonada y que sus canciones formaron el más exitoso álbum de la banda: Who's Next, sobre Quadrophenia, las fricciones entre Lambert, Stampy y la banda, sobre la muerte de Keith Moon y la decisión de incorporar al baterista Kenney Jones y al tecladista John "Rabbit" Bundrick, si el grupo seguiría o no luego de la muerte de Moon y la disolución de la banda por parte de Pete.
- PARTE 4

1. Rock Is Dead They Say
2. Let Your Tears Flow, Let Your Past Go
3. The Past Is Calling
4. Pick Up My Guitar and Play
5. Closing Credits/My Generation

La cuarta parte y final no se centra en el período comprendido entre la disolución de la banda en 1983 y su regreso en 1996, pero detalla los problemas financieros de Entwistle después de la desintegración de la banda, sobre Daltrey y la decisión en conjunto con Townshend para reunir a The Who y ayudar económicamente a Entwistle, la forma en que se robaron el show en El concierto para la Ciudad de Nueva York, sobre la muerte de John en 2002, las acusaciones por posesión de material pornográfico infantil que se le atribuyeron a Townshend, y cómo la muerte de Entwistle ha cambiado su relación con Pete tornándola mucho mejor.

## Disco 2

### Six Quick Ones
"Six Quick Ones" es una colección de seis mini documentales más, dando a cada miembro de la banda más tiempo biográfico para profundizar en los elementos específicos de cada integrante. En conjunto, son cerca de 90 minutos más de historia (se puede ver cada segmento solo, o todos a la vez).
- ROGER
- JOHN
- PETE
- KEITH

El compacto de biografías de Roger, John, Pete y Keith es del mismo estilo que en Amazing Journey contienendo más tomas de presentaciones, pero hecho con una intención concreta de llegar al corazón de lo que hizo cada integrante con su sonido y la manera en que lo hizo.
- WHO ART YOU?

"Who Art You" explora cómo la banda se unió al movimiento mod y a sus inclinaciones pop-art. Incluye fragmentos de los comerciales que hizo para Coca-Cola, los cuales conducen a The Who Sell Out. Este presenta comentarios de Richard Barnes, autor de muchos libros relacionados con The Who, incluido el libro de fotografías por excelencia en el movimiento juvenil, titulado "Mods".
- WHO'S BACK

"Who's Back" es un mini-documental sobre la grabación de Real Good Looking Boy en 2004 para la compilación de grandes éxitos de The Who -Then and Now! 1964-2004-, y que fue capturado por D.A. Pennebaker, el director que filmó el documental de Bob Dylan llamado Don't Look Back y filmó a The Who para el Monterey Pop, junto con Chris Hegedus y Nick Doob. La banda pidió al famoso bajista Greg Lake de Emerson, Lake & Palmer para unirse a Roger, Pete, Simon Townshend, Zak Starkey y John "Rabbit" Bundrick para estas sesiones.

### Scrapbook
21 minutos más de contenido aparecen en el "Scrapbook" ("El libro de recuerdos"), con historias eliminadas y extendidas del documental. Estas se encuentran en cinco segmentos:
1. Dinner With Moon: La historia del mánager Bill Curbishley sobre una extraordinaria juerga de Keith Moon y la respuesta de John Entwistle.
2. A Legal Matter: Shel Talmy, Glyn Johns y Chris Stamp recuerdan la lucha contractual entre Talmy y la banda.
3. Won't Get Fooled Again: Pete Townshend relata la verdadera inspiración detrás de uno de sus números más populares.
4. Cincinnati: The Whole Story: Curbishley relata en su totalidad su percepción de lo que sucedió cuando los asistentes al concierto se pisotearon en un show en 1979.
5. Royal Albert Hall 2000: Anécdota divertida de Noel Gallagher que trata sobre cuando fue invitado a tocar con los chicos a un concierto de caridad.

### The High Numbers at the Railway Hotel 1964
"The High Numbers at the Railway Hotel 1964" son casi 8 minutos de escenas recientemente descubiertas de la banda en 1964 -lo que quedaba de la película original estaba en posesión de Roger Daltrey- tocando dos R & B ininterrumpidamente. Esta película se rodó muy temprano para un proyecto que Kit Lambert y Chris Stamp querían hacer, una crónica de una banda de rock que nunca se terminó. Estos 8 minutos son lo que queda de la película sin terminar.